# Friedrich Hefty
Friedrich Hefty, avstro-ogrski podčastnik, vojaški pilot in letalski as, * 13. december 1894, Pozsony, † 20. januar 1965, Detroit, ZDA.
Offizierstellvertreter Hefty je v svoji vojaški službi dosegel 5 zračnih zmag.

## Življenjepis
Med prvo svetovno vojno je bil pripadnik Flik 12, Flik 42J in Flik 44F.

## Odlikovanja
- medalja za hrabrost (3 zlate, 4 srebrne in 3 bronaste)